# Place Auguste-Métivier
Pour les articles homonymes, voir Métivier.
La place Auguste-Métivier est une voie située dans le quartier du Père-Lachaise du 20e arrondissement de Paris.

## Situation et accès
La place Auguste-Métivier est desservie à proximité par les lignes 2 et 3 à la station Père Lachaise.

## Origine du nom
La dénomination de la voie est un hommage au médecin et conseiller municipal de l'arrondissement, Auguste Métivier (1827-1893).

## Historique
Initialement, cette place qui est une partie de l'avenue Gambetta est appelée vers 1887 « place des Amandiers » en raison de sa proximité avec la rue homonyme. Elle constituait alors le site de la barrière des Amandiers.
Par un arrêté du 28 octobre 1910, elle prend sa dénomination actuelle.

## Bâtiments remarquables et lieux de mémoire
- La place donne sur l'angle nord-ouest du cimetière du Père-Lachaise et sur le croisement du boulevard de Ménilmontant et de l'avenue de la République.
- Le street artiste Invader a réalisé une intervention en 2018 (PA-1375 - Défense d'afficher !) au n°1.